# Гагарінський парк
Гагарінський парк (крим. Gagarin adında park), Парк культури та відпочинку імені Юрія Гагаріна — парк у Сімферополі, у Залізничному районі.
Розташовується між вулицями Гагаріна, Київська, Толстого та річкою Салгир.

## Опис

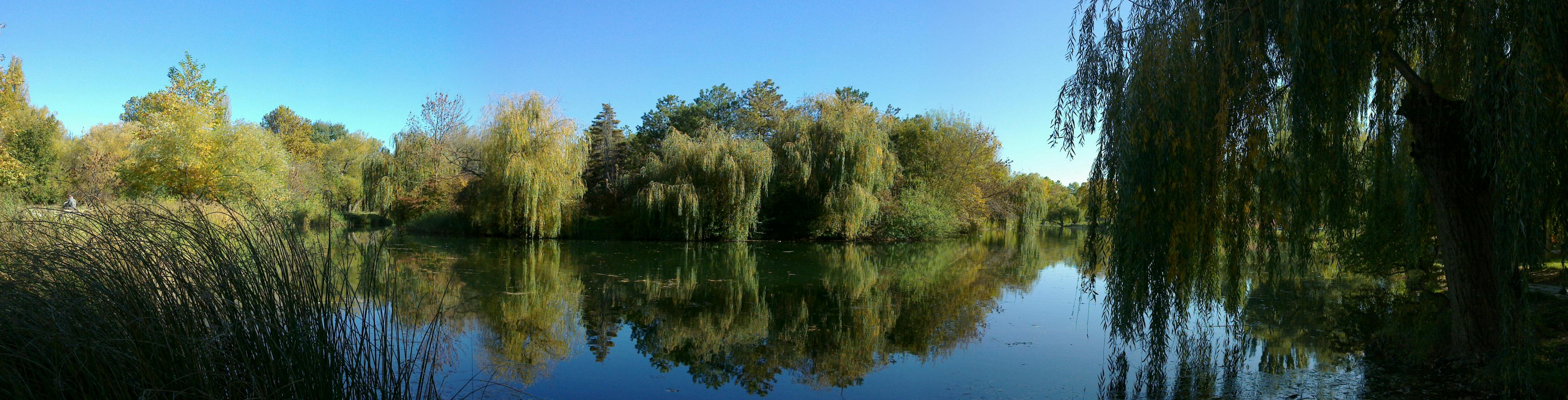
Гагарінський парк, 2010 рік.

Парк вважається головним, найбільшим парком міста — колись він займав майже 50 гектарів. Раніше значну частину його території займало болото, утворене злиттям Салгира та Малого Салгира. Надлишок ґрунтових вод відвели, створивши в центрі парку ставок з островом.
Через весь парк протікає річка Салгир, уздовж якої обладнана набережна. У великому ставку в центрі парку мешкають качки та лебеді. У центрі ставка є невеликий острівець, де гніздяться дикі качки.
Для відвідувачів у парку є різноманітні розваги: спортивні та дитячі майданчики, катання на катамаранах, атракціони, такі як Орбіта, Дитяча залізниця, Карнавал, Автодром. З 27-метрового оглядового колеса можна помилуватися на Сімферополь з висоти пташиного польоту.
Всюди в Гагарінському парку можна побачити красиві та цікаві скульптури. Один з улюблених способів відпочинку в парку ілюструє скульптура дівчини, яка сидить на галявині та читає книгу. Урочистість краси і свободи відбито у скульптурі трьох оголених дівчат, що стоять з піднятими до неба руками.
Набережна зона регулярно підтоплюється при розливі Салгиру. У 2022 році біля парку через підтоплення обвалилася частина мосту.

## Історія
До створення парку його територія була болотистою місцевістю через злиття тут річок Салгира та Малого Салгира, що мала назву Катраус. Але ще тоді місцеві жителі уподобали цю прекрасну територію — аристократи Акмесджита любили влаштовувати тут полювання на качку та іншу дичину.
Лише у 1960-ті роки міська влада вирішила влаштувати просторий парк неподалік залізничного вокзалу.
Є легенда, що парк з'явився завдяки допитливості одного високопосадовця з Москви. Той, нібито, відпочиваючи влітку в Криму, був проїздом у Сімферополі, і чомусь виявив особливий інтерес до життя кримської столиці — вирішив подивитись її пам'ятки, зокрема попросив, щоб йому показали головний столичний парк. Московського гостя відвезли до парку імені Треньова, але, на жаль, той йому не сподобався. Щоб якось вийти зі становища, міська влада, показала чиновнику зелені насадження неподалік залізничного вокзалу, пояснивши, що взагалі-то головний міський парк буде тут. Мовляв, його вже закладено і незабаром буде закінчено. На що прискіпливий чиновник відповів, що неодмінно навідається в гості знову, щоб подивитись новий парк. Тож обіцяне довелося виконувати.
У 1975 році, напередодні 30-річчя «перемоги», у парку відбулося урочисте перепоховання Невідомого солдата з одиночної могили на цвинтарі на вулиці Беспалова та відкриття меморіального комплексу.
4 листопада 1980 року учасниками поїзда «Дружби» з Угорщини було закладено «Алею Дружби».
В районі «Вічного вогню» розташовувалося селище з одноповерховими будівлями, що значилися за адресою вулиця Набережна № 69, 71, 73. Селище знесли 1982 року.
Останні роки парк все більше перетворюється на парк розваг: окрім численних атракціонів, закладів громадського харчування наполегливо йде захоплення нових ділянок від зеленої зони для чергових місць дозвілля. У березні 2011 року Сімферопольська міськрада ухвалила рішення скоротити площу парку до 36,0173 га.
У 2013 році міська влада презентувала план реконструкції парку.
У 2015 році у парку після мітингу пам'яті Шевченка окупаційна влада затримала трьох людей.
У 2023 році у парку підліток випадково повісився на канаті.

## Основні об'єкти парку
- Пам'ятник жертвам Чорнобильської катастрофи
- Меморіальний комплекс із Вічним вогнем
- Скульптурна композиція «Три грації»
- Алея Дружби[10]

## Світлини

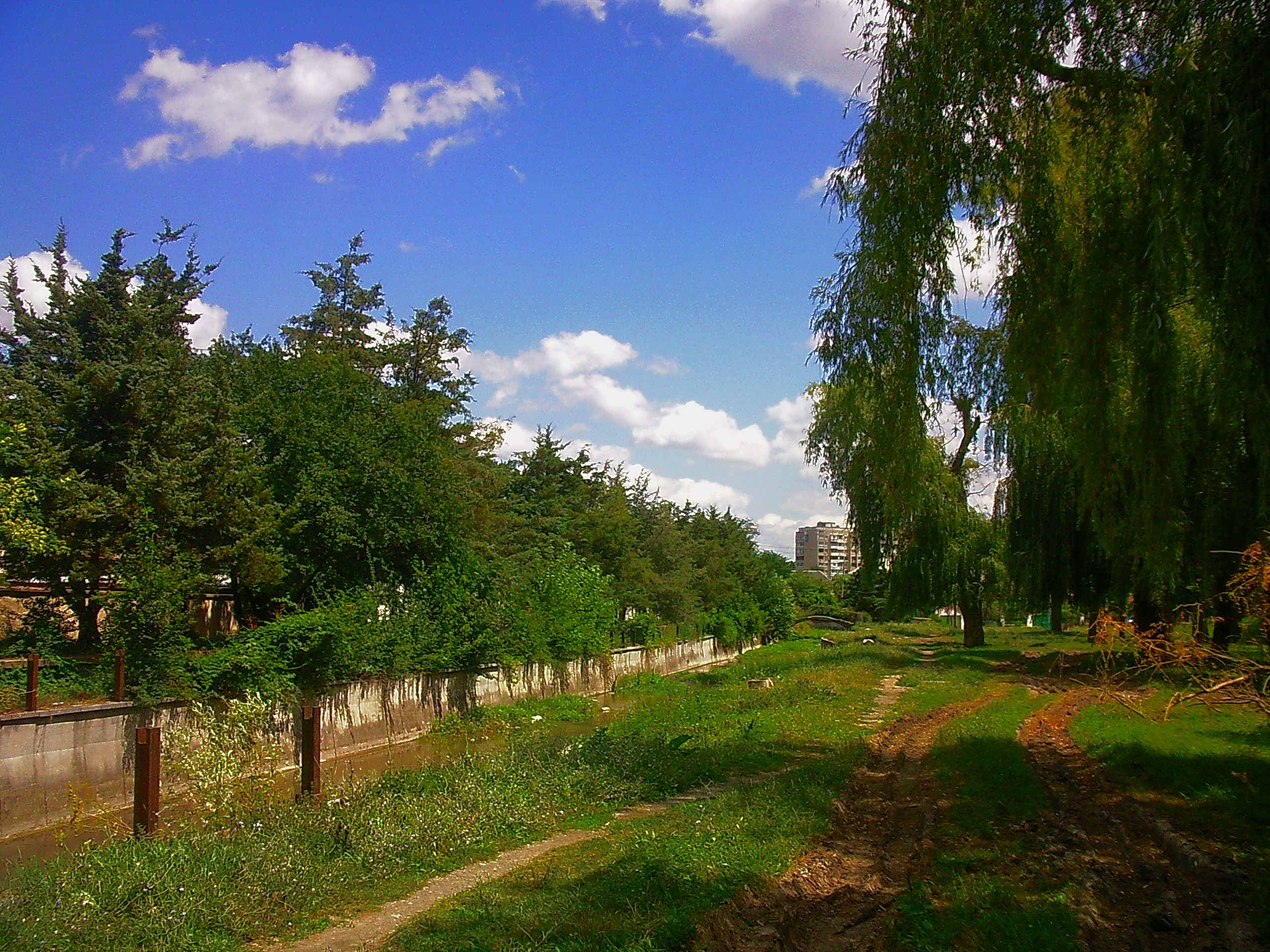
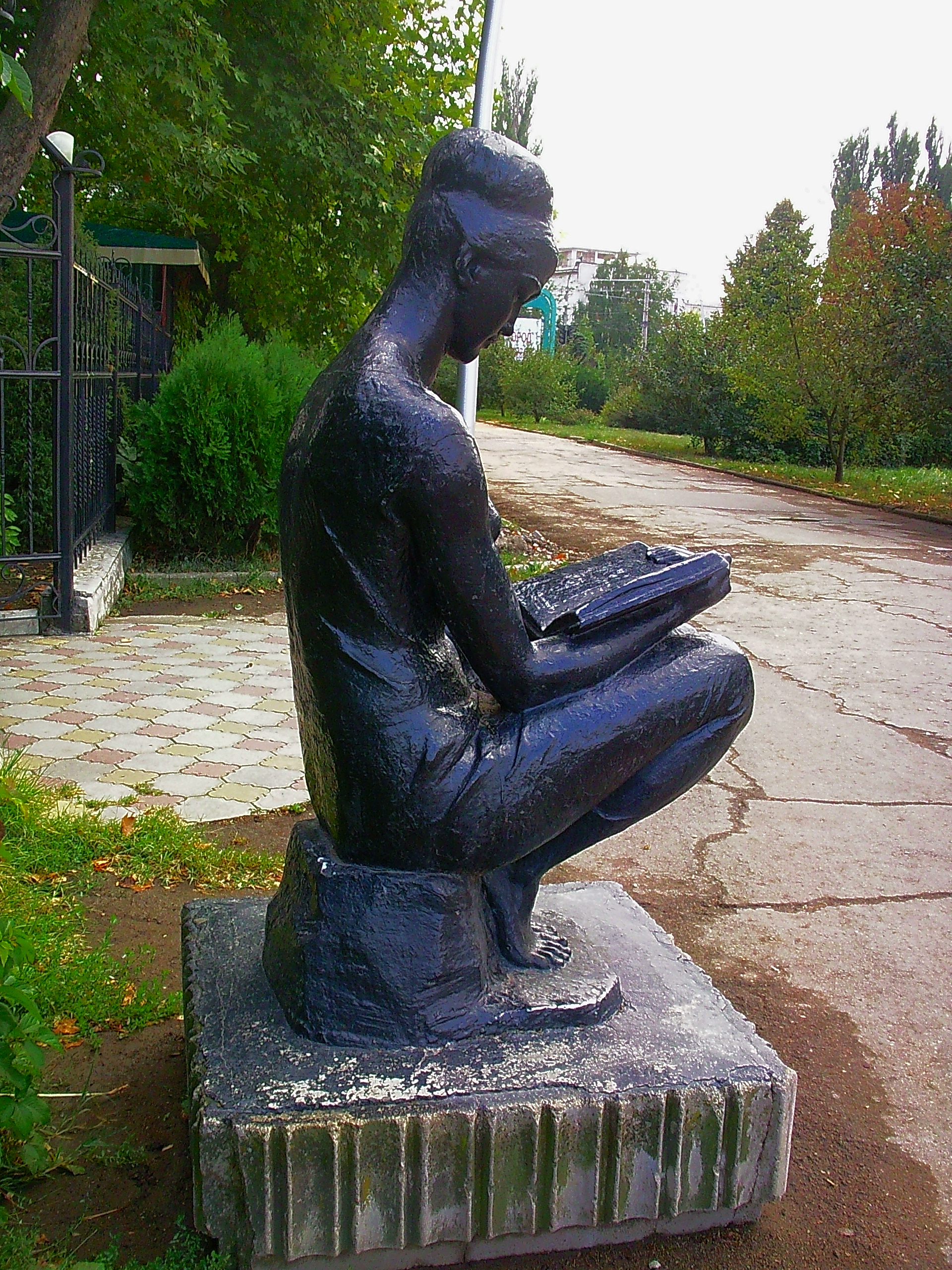
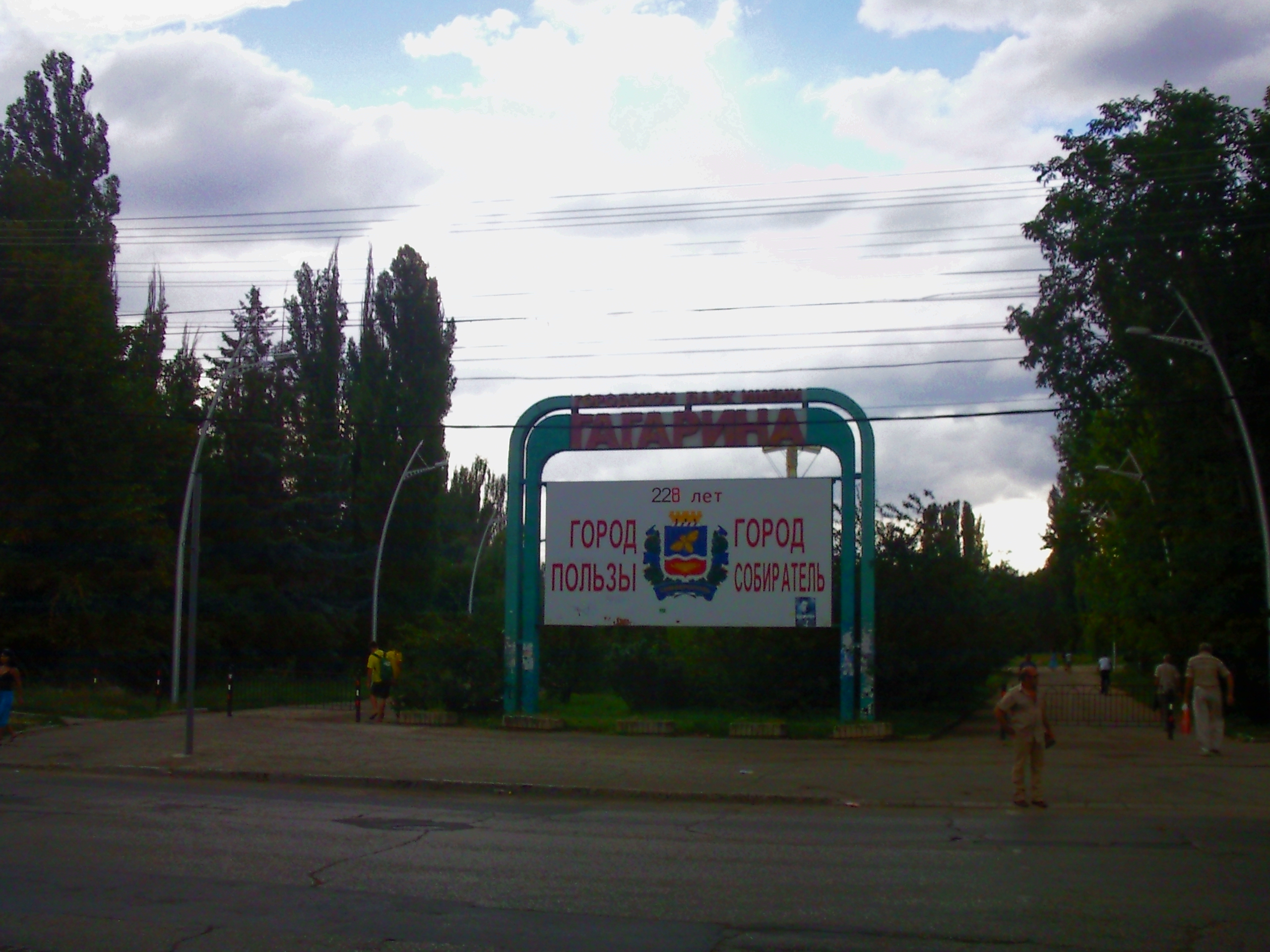
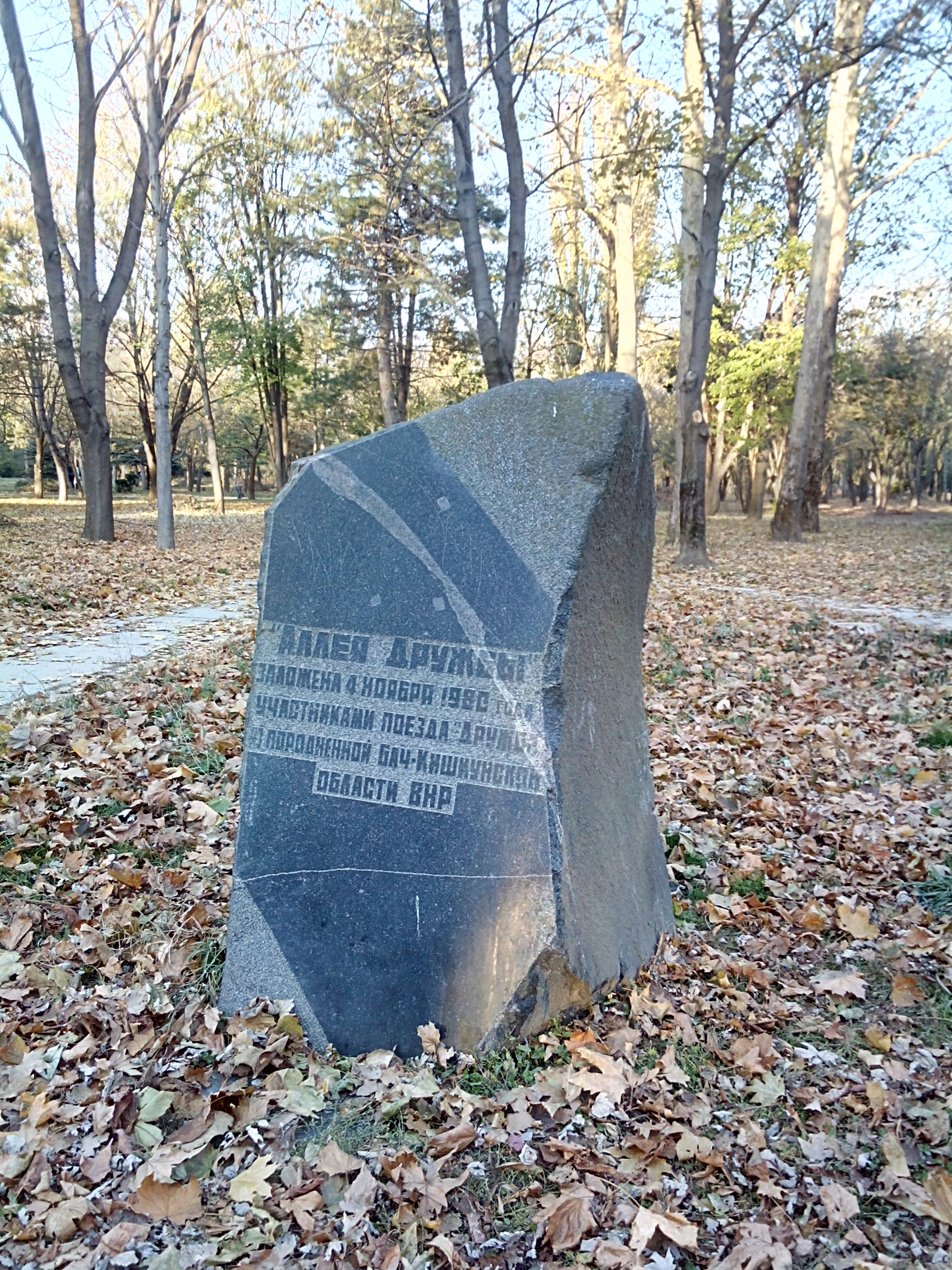
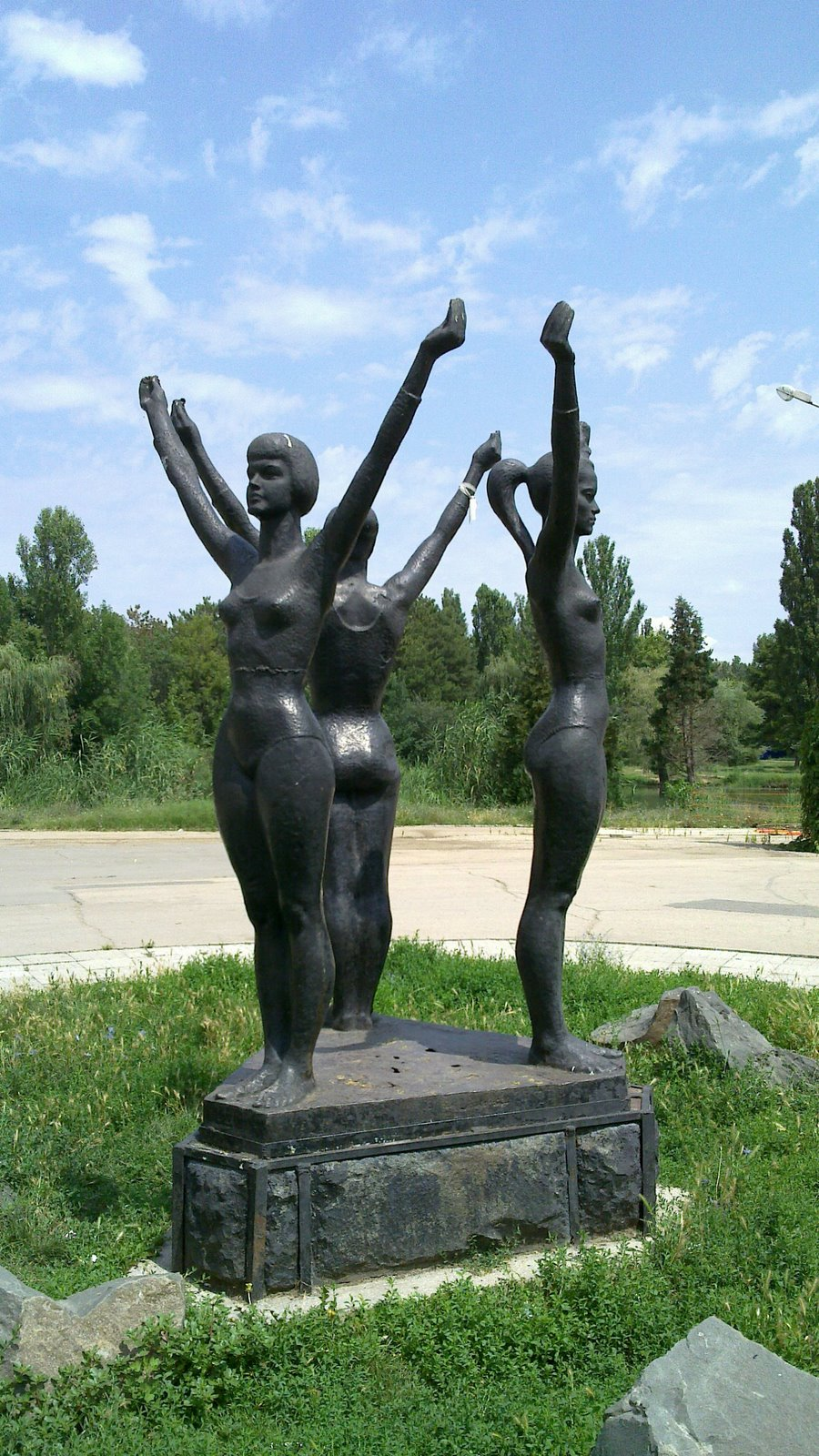
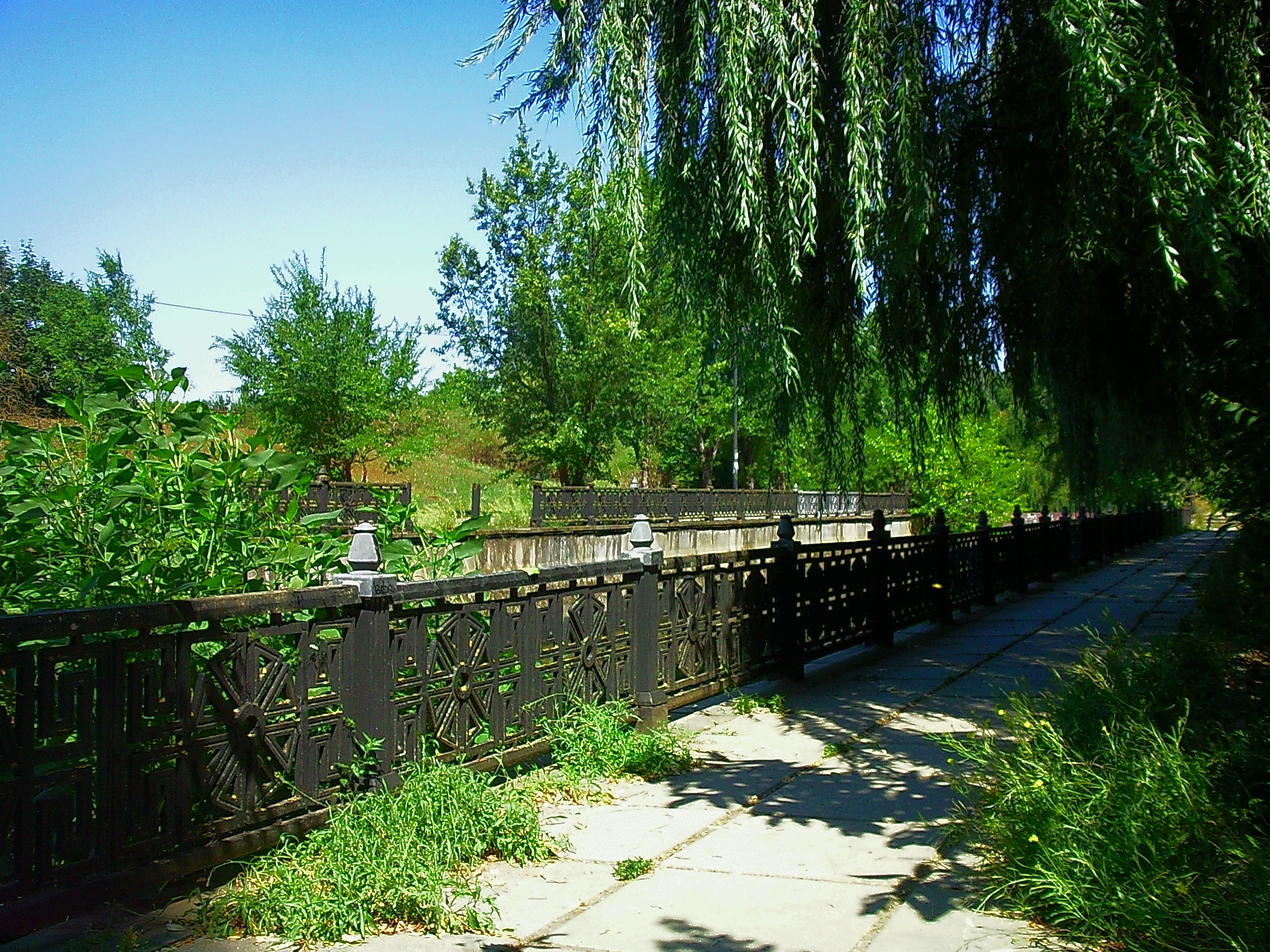
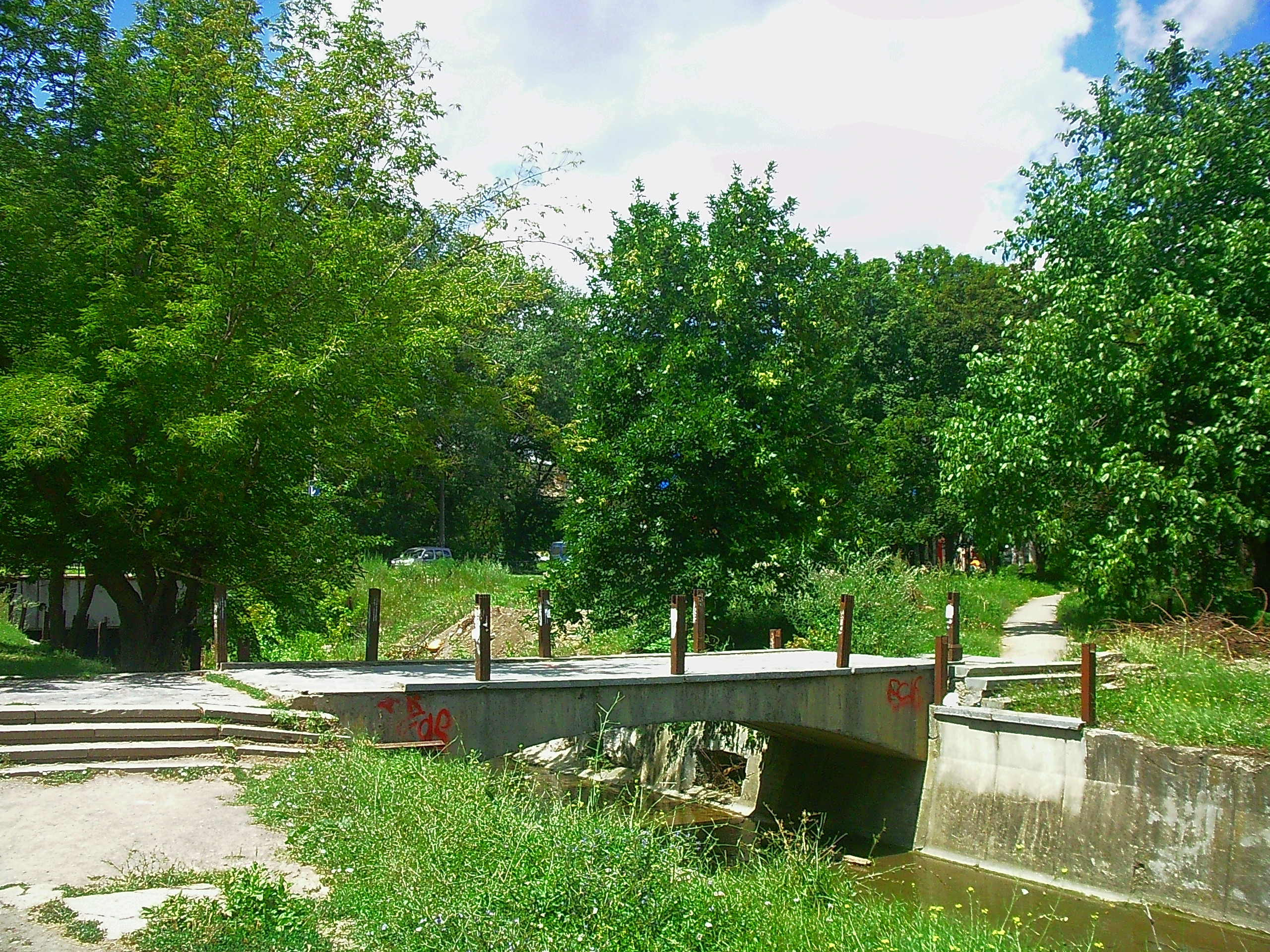
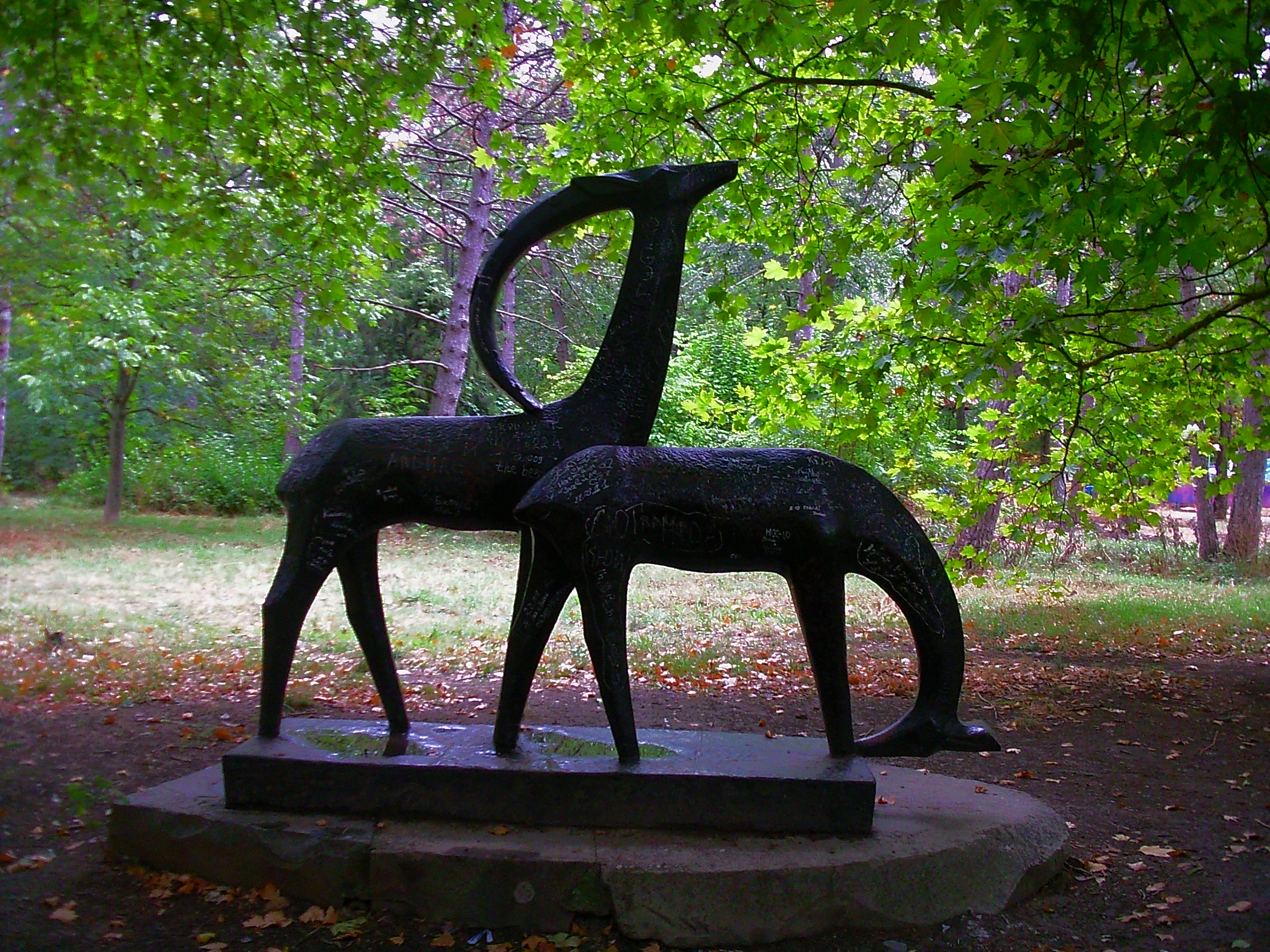
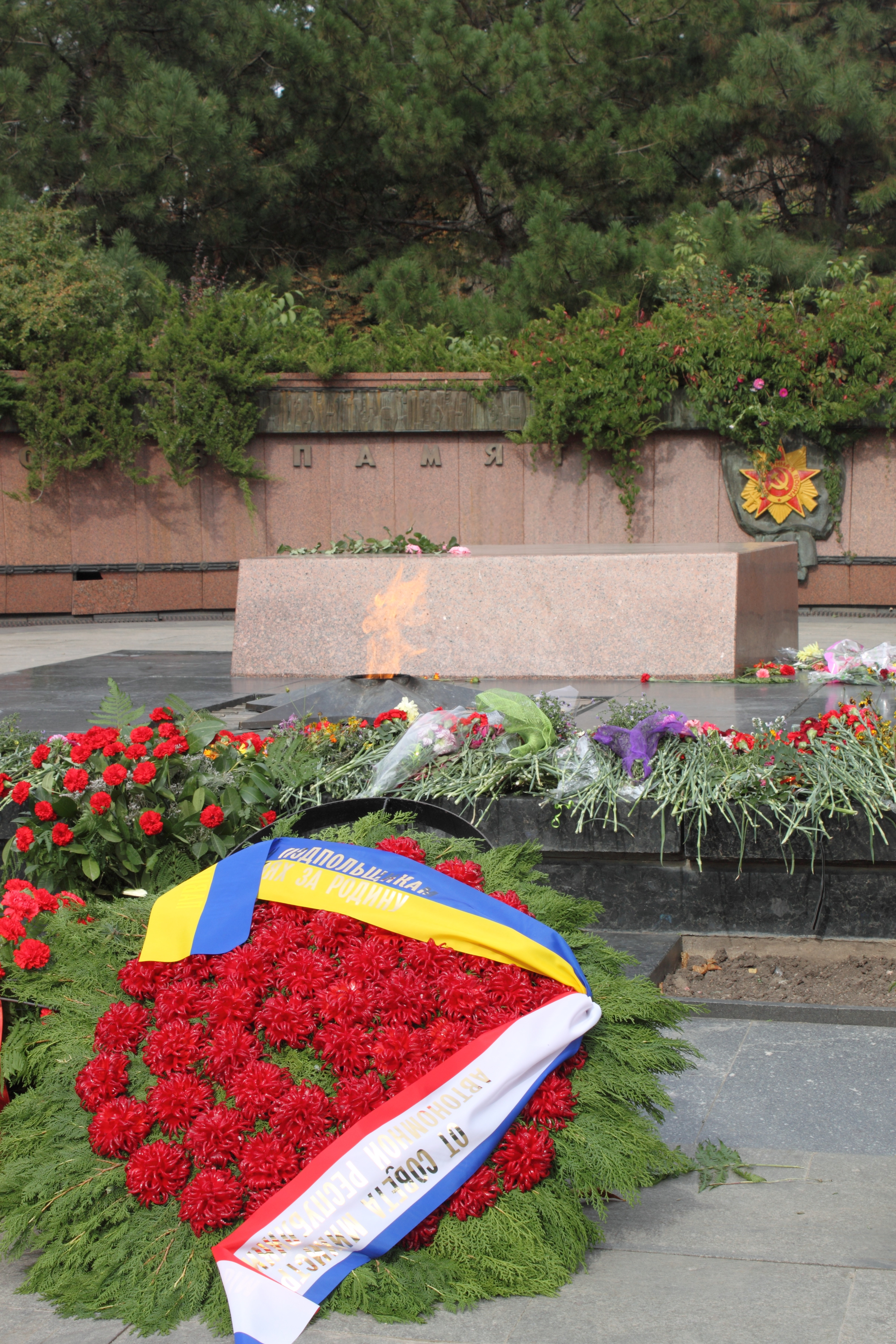